# 哈定鎮區 (新澤西州)
哈定鎮區（英語：Harding Township）是位於美國新澤西州摩里斯縣的一個鎮區。

## 地方資料
哈定鎮區的面積為53.28平方千米，當中陸地面積為51.94平方千米，而水域面積為1.34平方千米。根據2020年美國人口普查的數據，當地共有人口3871人，而人口密度為每平方千米72.65人。